# Kāya (concepto)
Kāya (devanagari : काय)  es un término que viene a significar en sánscrito o pali “acumulación, grupo, cuerpo” y se usa en el budismo para designar el cuerpo físico  (rūpa-kāya) o mental (nāma-kāya) hecho de sensaciones (vedanā), percepciones (saññā), formaciones mentales (sankhāra) y consciencia (viññāna).